# Wivan Pettersson
Wivan Pettersson (n. 24 ianuarie 1904, Eskilstuna, Södermanlands län, Suedia – d. 7 noiembrie 1976, Eskilstuna, Södermanlands län, Suedia) a fost o înotătoare ce a reprezentat Suedia, medaliată olimpică. A participat la o ediție a Jocurilor Olimpice (1924) în care a câștigat o medalie de bronz.

## Participări
Lista de mai jos prezintă principalele competiții la care a participat Wivan Pettersson de-a lungul carierei.
- swimming at the 1924 Summer Olympics – women's 4 × 100 metre freestyle relay[*]